# Joseph Ignaz Saler

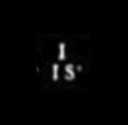
Meistermarke J I S (Jos.Ignaz Saler)

Joseph Ignaz Saler, auch Saller (* 1697; † 1764), war ein Gold- und Silberschmiedemeister in Augsburg.

## Leben
Saler arbeitete an der Alten Silberschmiede in Augsburg und wird dort 1727 erstmals genannt. In der Zeit von 1727 bis 1764 schuf er einige bedeutende Kunstwerke besonders für den süddeutschen Raum.

## Werke

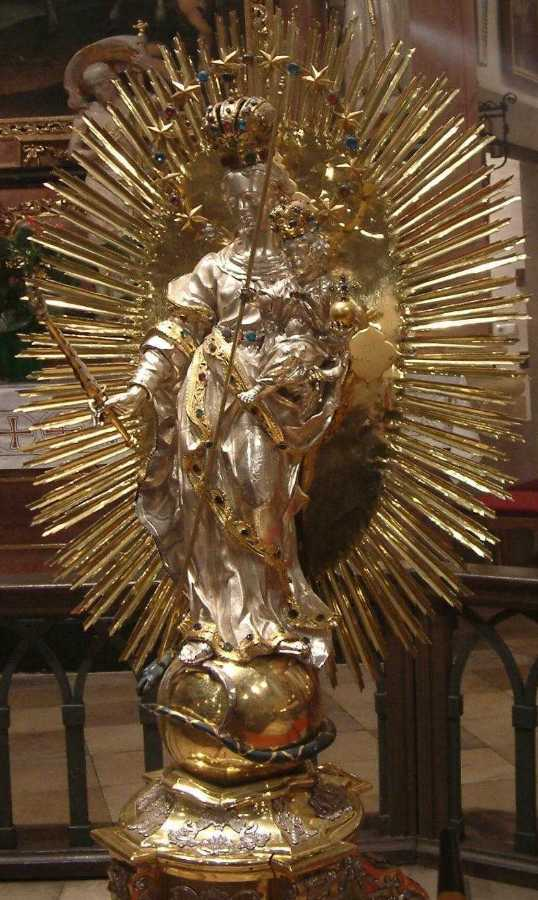
Maria de Victoria (Aschaffenburg)

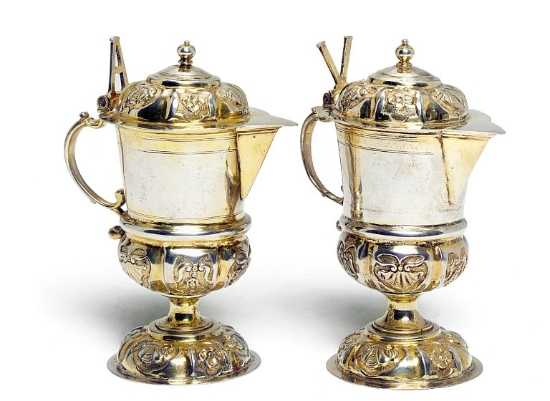
Meßkännchen

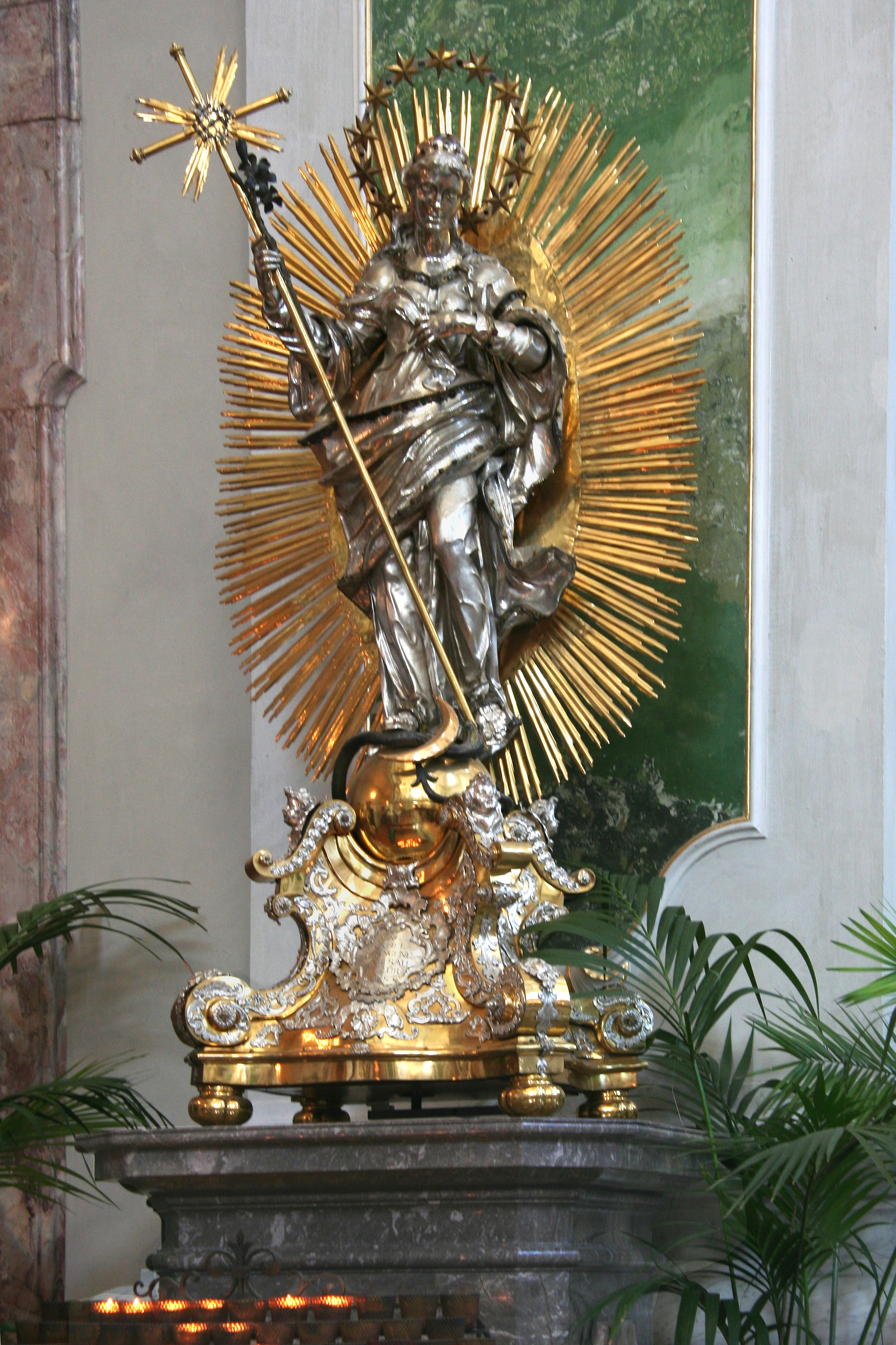
Immaculata (Mannheim)

- 1730 „Kelch“ Silber, vergoldet[1][2][3] Böhmfeld Krs. Eichstätt
- 1730 „Monstranz“ Silber vergoldet[4][5][6] Bogenberg
- 1737 „Monstranz“ Silber vergoldet[5][7][8] Heideck
- 1737/39 „Monstranz“ Silber vergoldet[9] Jesuitenkirche (Mannheim)
- 1740 „Monstranz“ Silber vergoldet[5][6][10] Haselbach (Niederbayern)
- 1743 „Meßkännchen“ Antiquitätenhandel[11]
- 1746 „Immaculata“ Silber, getrieben und vergoldet Jesuitenkirche (Mannheim)
- 1750 „Maria Immaculata“ oder „Maria de Victoria“ Silber, teilvergoldet Jesuitenkirche (Aschaffenburg) heute Museen der Stadt Aschaffenburg
- 1750 „Oltner Madonna“ Silber,[12] Schweizer Landesmuseum Zürich
- 1759 „Die fünf Wundmale“ Kupferblech, Silber, vergoldet (Prozessionstragefiguren).[13] Jesuitenkirche (Mannheim)
- 1762 „Münchner Augustinerle“, (gefatschtes (gewickeltes) Wachskind) sechs silberne, mit bunten Steinen verzierte Fatschenriegel, Marianische Männerkongregation, Bürgersaalkirche München